# Torneo Nacional de Asociaciones 2016
El Torneo Nacional de Asociaciones de 2016 fue la primera edición del torneo de rugby que enfrentó a equipos representantes de las principales asociaciones regionales de Chile.

## Formato
Los equipos se enfrentaron en formato de todos contra todos a una sola ronda, resultando campeón el equipo que obtuviera mayor cantidad de puntos al final del torneo.

## Desarrollo
|  | Campeón. |

| Pos. | Equipo            | Encuentros | Encuentros | Encuentros | Encuentros | Tantos | Tantos | Tantos | PB | PB | Puntos |
| Pos. | Equipo            | PJ         | PG         | PE         | PP         | F      | C      | Dif    | BO | BD | Puntos |
| ---- | ----------------- | ---------- | ---------- | ---------- | ---------- | ------ | ------ | ------ | -- | -- | ------ |
| 1.º  | Centro Cordillera | 3          | 3          | 0          | 0          | 83     | 34     | +49    | 2  | 0  | 14     |
| 2.º  | Centro Costa      | 3          | 2          | 0          | 1          | 107    | 63     | +44    | 1  | 1  | 10     |
| 3.º  | Sur               | 3          | 1          | 0          | 2          | 75     | 123    | -48    | 2  | 0  | 6      |
| 4.º  | Norte de Chile    | 3          | 0          | 0          | 3          | 65     | 110    | -45    | 1  | 0  | 1      |

| Bandera de Chile          |
| Campeón Centro Cordillera |
| Primer título             |